# لوك وليامز
لوك وليامز (بالإنجليزية: Luke Williams)‏ (17 مايو 1983 واكو الولايات المتحدة - ) هو لاعب كرة قدم أمريكي يلعب كمهاجم.